# Ульба (посёлок)
Ульба (каз. Үлбі) — посёлок в Восточно-Казахстанской области Казахстана. Входит в состав городской администрации Риддера. До 2013 года являлся административным центром упразднённой Ульбинской поселковой администрации. Код КАТО — 632431100.

## Население
| 1939   | 1959    | 1970  | 1979  | 1989  | 1999  | 2009  |
| ------ | ------- | ----- | ----- | ----- | ----- | ----- |
| 14 076 | ↗14 576 | ↘5459 | ↗5888 | ↗6421 | ↘5670 | ↘5332 |
| 2021   |         |       |       |       |       |       |
| ↘4759  |         |       |       |       |       |       |

В 1999 году население посёлка составляло 5670 человек (2693 мужчины и 2977 женщин). По данным переписи 2009 года в посёлке проживали 5332 человека (2560 мужчин и 2772 женщины).
На начало 2019 года, население посёлка составило 5853 человека (2803 мужчины и 3050 женщин).